# Awara

Awara (あわら市 Awara-shi?) este un municipiu din Japonia, prefectura Fukui.

## Legături externe
Materiale media legate de municipiul Awara la Wikimedia Commons